# Varnița (Mołdawia)
Varnița – wieś w Mołdawii, w rejonie Anenii Noi. Przedmiot sporu terytorialnego między władzami Mołdawii a władzami nieuznawanej międzynarodowo Republiki Naddniestrzańskiej.

## Położenie
Wieś położona jest na prawym brzegu Dniestru, w strefie bezpieczeństwa wytyczonej po wojnie o Naddniestrze. Funkcjonalnie jest przedmieściem Bender; granica między wsią a miastem jest równocześnie faktyczną granicą między Mołdawią a Naddniestrzem. Od stolicy rejonu, Anenii Noi, dzieli ją 35 km.

## Historia
Pierwsza wzmianka o wsi pochodzi z firmanu sułtana Sulejmana Wspaniałego skierowanego do Hasana, sandżak-beja akermańskiego. Wspomniano w nim, że według informacji przekazanych przez mołdawskiego wojewodę Aleksandra Lăpușneanu w miejscowości Varnița lub Varnigea w okolicach Bender schronienie mieli bandyci, którzy dopuszczali się w okolicach morderstw i rozbojów. Istnieje hipoteza, według której miejscowość powstała bezpośrednio po powstaniu Bender w 1538.
Po przegranej bitwie pod Połtawą we wsi przebywał w latach 1709-1713 król Szwecji Karol XII, który rozbił w tym miejscu obóz wojskowy nazwany drugim Sztokholmem, a także jego kozaccy, mołdawscy i polscy sojusznicy, m.in. Iwan Mazepa, który w Varnițy zmarł. W 1925 r. na prośbę władz Szwecji wzniesiono w tym miejscu pamiątkowy obelisk. Odrębny pomnik upamiętnia postać Mazepy.
We wsi znajduje się port rzeczny na Dniestrze, który w 2006 r. stał się przedmiotem sporu między Mołdawią i Naddniestrzem. W 2006 r. strony ogłosiły chęć rozstrzygnięcia sporu na drodze sądowej, a władze w Naddniestrzu ogłosiły, że do momentu wydania wyroku kontrolę nad infrastrukturą portową powinny sprawować siły pokojowe stacjonujące od 1992 r. w Naddniestrzu (głównie Rosjanie). Po wejściu żołnierzy do Varnițy sprawą zainteresowała się ambasada Stanów Zjednoczonych w Kiszyniowie, apelując o zwrot portu Mołdawii. Także Unia Europejska wezwała obie strony do spokoju i nieeskalowania konfliktu. Ostatecznie mołdawski sąd stwierdził, że port stanowi własność władz lokalnych. Incydent wokół portu został sztucznie rozdmuchany przez obie strony, którym zależało na utrzymaniu zainteresowania organizacji międzynarodowych sprawą Naddniestrza. W 2013 r. we wsi doszło do kolejnego incydentu granicznego, gdy mieszkańcy zniszczyli graniczne punkty kontrolne zbudowane przez Naddniestrze w odpowiedzi na mołdawską zapowiedź wzniesienia takich punktów w strefie bezpieczeństwa. W tym samym roku prezydent Naddniestrza Jewgienij Szewczuk dekretem jednostronnie ogłosił rozszerzenie granic Naddniestrza o Varnițę.
W 2016 r. we wsi odnaleziono pozostałości pałacu Karola XII.

## Demografia i infrastruktura

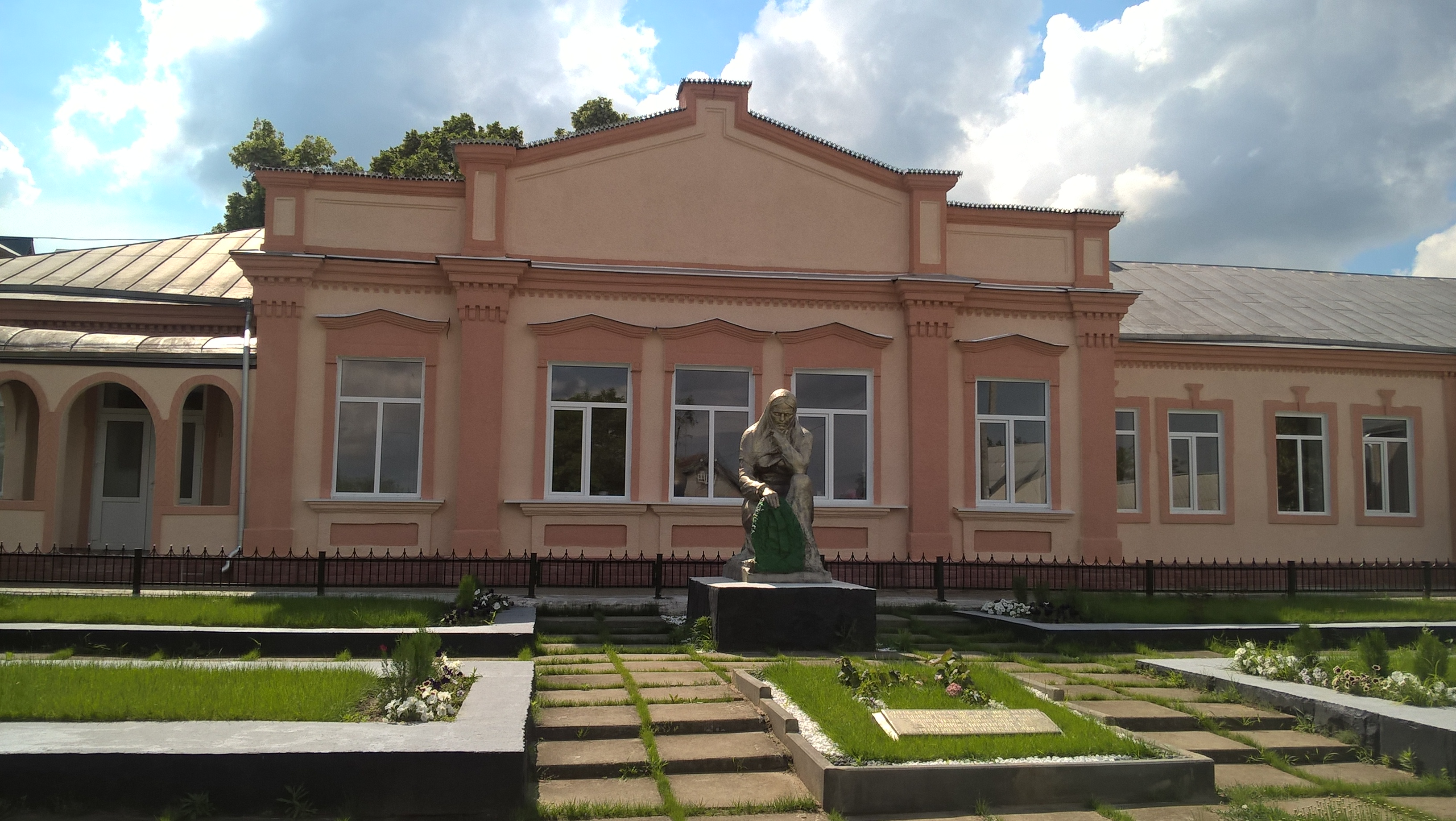
Mogiła żołnierzy radzieckich poległych podczas operacji jasko-kiszyniowskiej

Według spisu ludności Mołdawii w 2004 r. Varnițę zamieszkiwało 4210 osób, z czego 80,52% zadeklarowało narodowość mołdawską, 10,78% - rosyjską, 5,42% - ukraińską, 1,19% - romską. Poniżej jednego procenta wskazań miały narodowości bułgarska, gagauska, żydowska, polska oraz deklaracja przynależności do jeszcze innej narodowości.
We wsi znajduje się liceum teoretyczne oraz przystanek kolejowy Varnița, położony na linii Bendery – Kiszyniów.